# Micheline Ostermeyerová
Micheline Ostermeyerová (23. prosince 1922 Rang-du-Fliers – 18. října 2001 Bois-Guillaume) byla francouzská atletka, olympijská vítězka ve vrhu koulí.

## Sportovní kariéra
V mládí žila v Tunisku, kde se začala věnovat sportu – zejména basketbalu a atletice. Byla všestrannou závodnicí, která se věnovala běžeckým i technickým disciplínám. Získala celkem 13 titulů mistryně Francie v sedmi různých disciplínách a vytvořila 19 národních rekordů – v běhu na 80 metrů překážek, ve skoku do výšky, ve vrhu koulí (celkem 10), v hodu diskem (4) a tři v pětiboji. Zároveň pokračovala ve své hudební dráze pianistky.
Nejvíce úspěchů získala na olympiádě v Londýně v roce 1948. Zvítězila v soutěži koulařek i diskařek a zároveň získala bronzovou medaili ve skoku do výšky.
Úspěšná byla rovněž na evropských šampionátech – v roce 1946 v Oslo vybojovala stříbrnou medaili ve vrhu koulí, o čtyři roky později v Bruselu získala stříbrnou medaili v běhu na 80 metrů překážek a ve vrhu koulí. Krátce po tomto mistrovství Evropy ukončila sportovní kariéru a pokračovala ve své kariéře hudební.